# О’Нил, Раймонд, 4-й барон О’Нил
Полковник Раймонд Артур Кланабой О’Нил, 4-й барон О’Нил (англ. Colonel Raymond Arthur Clanaboy O'Neill, 4th Baron O'Neill; род. 1 сентября 1933) — пэр Северной Ирландии, отставной офицер-резервист и государственный администратор. Он служил лордом-лейтенантом Антрима с 1994 по 2008 год.

## Ранняя и личная жизнь
Родился 1 сентября 1933 года. Единственный сын Шейна Эдварда Роберта О’Нила, 3-го барона О’Нила (1907—1944), и Энн Джеральдин Мэри Чартерис (1913—1981). Рэймонд унаследовал титул, когда его отец был убит в бою в Италии во время Второй мировой войны. Его мать Энн (известная светская хозяйка и внучка 11-го графа Уэмисса) повторно вышла замуж, во-первых, в 1945 году за пресс-магната Эсмонда Хармсворта, 2-го виконта Ротермира (1898—1978), а во-вторых (после развода с Ротермиром в 1951 году) в 1952 году вышла замуж за писателя Яна Флеминга (1908—1964), а также имела романы с политиками-лейбористами Хью Гейтскеллом и Роем Дженкинсом.
О’Нил учился в Итоне и Королевском сельскохозяйственном колледже.

## Семья
10 июня 1963 года Раймонд О’Нил женился на Джорджине Мэри Скотт (28 ноября 1940 — 29 августа 2017), старшей дочери лорда Джорджа Скотта, младшего сына Джона Монтегю Дугласа Скотта, 7-го герцога Баклю. У них было трое сыновей:
- Достопочтенный Шейн Себастьян Кланабой О’Нил (род. 25 июля 1965), старший сын и наследник отца, женат с 1997 года на Селии Фрэнсис Хикман, от брака с которой у него трое сыновей
- Достопочтенный Тайрон Александр О’Нил (род. 24 июня 1966)
- Достопочтенный Рори Сент-Джон О’Нил (род. 20 декабря 1968)

## Карьера

### Военная служба
В 1952 году Раймонд О’Нил получил чрезвычайное поручение в качестве второго лейтенанта Королевского бронетанкового корпуса. В следующем году он был переведен в североирландский кавалерийский полк, подразделение Территориальной армии, с тем же званием; он был произведён в лейтенанты в 1956 году (со старшинством с 1967 года), в капитаны в 1961 году, стал brevet майором в 1964 году (который был произведён в капитаны в 1967 году. В 1971 году получил звание подполковника.
С 1986 по 1991 год он был почетным полковником D (Североирландской конной) эскадрильи Королевских йоменов в 1986 году; и с 1988 по 1993 год он был почётным полковником 69 (Североирландской конной) сигнальной эскадрильи 32 (шотландского) сигнального полка (добровольцев). В 1993 году ему было присвоено почетное звание полковника.

### Государственная служба
Раймонд О’Нил также занимал ряд государственных должностей наряду с армейскими обязанностями. Он был председателем Сельского комитета Ольстера с 1971 по 1971 год, Совета по туризму Северной Ирландии с 1975 по 1980 год, Национального трастового комитета Северной Ирландии с 1981 по 1991 год и Совета музеев Северной Ирландии с 1993 по 1998 год. Он был президентом Королевского сельскохозяйственного общества Ольстера с 1984 по 1986 год. В 1967 году он был назначен заместителем лейтенанта графства Антрим, а с 1994 по 2008 год занимал должность лорда-лейтенанта.
Раймонд О’Нил был назначен рыцарем-командором Королевского Викторианского ордена (KCVO) в 2009 году.